# Caribbiopheromera trinitatis
Caribbiopheromera trinitatis är en insektsart som först beskrevs av Werner 1929.  Caribbiopheromera trinitatis ingår i släktet Caribbiopheromera och familjen Diapheromeridae. Inga underarter finns listade.